# Lũy linh
Trong toán học, một phần tử {\displaystyle x} của một vành được gọi là lũy linh (tiếng Anh: nilpotent, thuật ngữ tiếng Việt là sự kết hợp của lũy thừa và Hán-Việt "零-linh" có nghĩa là số không)  nếu tồn tại một số nguyên dương {\displaystyle n} (được gọi là bậc của phần tử đó), thỏa mãn {\displaystyle x^{n}=0}.
Thuật ngữ này cùng với lũy đẳng đều được giới thiệu lần đầu tiên bởi Benjamin Peirce khi ông viết về các nhánh của đại số.

## Ví dụ
- Định nghĩa này có thể được áp dụng cho các ma trận vuông. Ma trận

{\displaystyle A={\begin{pmatrix}0&1&0\\0&0&1\\0&0&0\end{pmatrix}}}
là lũy linh vì {\displaystyle A^{3}=0}. Xem ma trận lũy linh để biết thêm.
- Trong vành thương {\displaystyle \mathbb {Z} /9\mathbb {Z} }, lớp tương đương của 3 là lũy linh vì 32 đồng dư với 0 modulo 9.

- Giả sử hai phần tử {\displaystyle a} và {\displaystyle b} trên vành {\displaystyle R} thỏa mãn {\displaystyle ab=0}. Khi đó, phần tử {\displaystyle c=ba} là lũy linh do {\displaystyle {\begin{aligned}c^{2}&=(ba)^{2}\\&=b(ab)a\\&=0.\\\end{aligned}}}